# Ibn Abī Hātim ar-Rāzī
Abū Muhammad ʿAbd ar-Rahmān Ibn Abī Hātim Muhammad al-Hanzalī ar-Rāzī (arabisch أبو محمد عبد الرحمن بن أبي حاتم محمد الحنظلي الرازي, DMG Abū Muḥammad ʿAbd ar-Raḥmān Ibn Abī Ḥātim Muḥammad al-Ḥanẓalī ar-Rāzī, geb. 854 in Raiy, gest. 938 in Tūs) war ein Koranexeget und Hadith-Gelehrter, der vor allem für seinen Sachverstand auf dem Feld der Wissenschaft von den Tradenten geschätzt wurde. Sein Traditionarier-Lexikon Kitāb al-Ǧarḥ wa-t-taʿdīl, das mit einer umfangreichen Vorrede versehen ist, stellt eines der wichtigsten Werke der Hadith-Kritik dar. Er verfasste außerdem einen Korankommentar sowie Bücher zum Fiqh und zum Dissens der Prophetengefährten, der Muslime der nachfolgenden Generation und der Rechtsgelehrten der verschiedenen arabischen Hauptstädte.
Ibn Abī Hātim war der letzte bedeutende Vertreter der sunnitischen Gelehrsamkeit in der Stadt Raiy. Sowohl Schafiiten als auch Hanbaliten beanspruchen ihn für sich.

## Leben
Ibn Abī Hātims Familie stammte aus dem Dorf Dschazz bei Isfahan. Seine Vorfahren waren Mawālī des Stammes Tamīm ibn Hanzala, weswegen Ibn Abī Hatīm in manchen Quellen auch mit der Nisba at-Tamīmī bzw. al-Hanzalī erscheint.
Ibn Abī Hātim las zunächst den Koran bei dem Gelehrten al-Fadl ibn Schādhān und wurde sodann von seinem Vater Abū Hātim (811–890) und Abū Zurʿa ar-Rāzī (815–878), die beide bedeutende Traditionsgelehrte waren, in die Hadith-Gelehrsamkeit eingeführt. Über seine Erziehung sagte ein Zeitgenosse: "Zur Güte Gottes gegenüber ʿAbd ar-Rahmān gehörte es, dass er zwischen den Büchertaschen der Wissenschaft und Überlieferungen geboren wurde, in den Studiensitzungen seines Vaters und Abū Zurʿas erzogen wurde, und sie ihn atzten, wie Vogeljunges geatzt wird." Ein weiterer wichtiger Lehrer von Ibn Abī Hātim ar-Rāzī war Ibn Wāra (gest. 884).
Sein Vater nahm ihn im Jahre 255 (869 n. Chr.) zu einer Wallfahrt nach Mekka mit. Da Ibn Abī Hātim in der Nacht nach Verlassen der Stadt Medina und vor dem Eintritt in den Haram bei Dhū l-Hulaifa mannbar wurde (iḥtilām), konnte er mit der Teilnahme am Haddsch seine Pflichtwallfahrt absolvieren. In Mekka hörte er Hadith bei verschiedenen Scheichen aus Mekka selbst sowie aus Kufa, Wāsit, Bagdad und Samarra, von denen einige bereits sehr alt waren. Im Jahre 260 (873/74 n. Chr.) reiste Ibn Abī Hātim zusammen mit seinem Vater erneut zum Haddsch nach Mekka.
Da Ibn Abī Hātim der einzige Sohn seines Vaters war, wollte ihn dieser zunächst nicht alleine auf Reisen gehen lassen. Erst nach langem Drängen gab der Vater nach. Im Jahre 262 (875/76 n. Chr.) reiste Ibn Abī Hātim zusammen mit dem Gelehrten Muhammad ibn Hammād at-Tihrānī nach Syrien und Ägypten. In Ägypten verbrachte er sieben Monate, in denen er sich zusammen mit einem Gefährten ganz dem Hadith-Studium widmete. Tagsüber saßen sie mit verschiedenen Scheichen zusammen, nach Sonnenuntergang kopierten und kollationierten sie Bücher. Zu essen bekamen sie nur sehr wenig. Zu den Werken, die sich Ibn Abī Hātim in Ägypten diktieren ließ, gehörten die gesamten Bücher von ʿAbdallāh ibn Wahb sowie die Bücher von asch-Schāfiʿī. Zu seinen Scheichen in Fustāt gehörten die Schāfiʿī-Schüler Yūnus ibn ʿAbd al-Aʿlā (gest. 877/78) und ar-Rabīʿ ibn Sulaimān. Letzterer war maßgeblich für die Verbreitung von asch-Schāfiʿīs Lehre außerhalb Ägyptens verantwortlich. Neben der ägyptischen Hauptstadt besuchte Ibn Abī Hātim auch Alexandria. In Syrien besuchte er nicht nur Damaskus, sondern auch Beirut, die Küstengebiete und die Grenzfestungen (ṯuġūr).
Eine dritte Reise führte Ibn Abī Hātim ar-Rāzī 264 (877/78 n. Chr.) nach Isfahan zu den Traditionariern Yūnus ibn Habīb und Usaid ibn ʿĀsim. Zu den anderen Traditionsgelehrten, bei denen Ibn Abī Hātim ar-Rāzī hörte, gehörten auch die Söhne von Ahmad ibn Hanbal, ʿAbdallāh und Sālih.
Ibn Abī Hātim ar-Rāzīs Renommee als Hadith-Experte war Anfang des 10. Jahrhunderts so groß, dass er in einem Prozess zwischen zwei irakischen Hadith-Gelehrten aus der Ferne als Gutachter konsultiert wurde. Ausgangspunkt des Falles war, dass der Bagdader Hadith-Gelehrte Ibn Sāʿid (842–930) einen Hadith vorgebracht und der Hadith-Gelehrte Ibn ʿUqda (863–944) ihn wegen eines Fehlers im Isnād getadelt hatte. Anhänger Ibn Sāʿids brachten die Sache vor den Wesir ʿAlī ibn ʿĪsā al-Dscharrāh (gest. 945), der Ibn ʿUqda einsperren ließ. Um die Berechtigung des Vorwurfs zu klären, ließ der Wesir auf Anraten seiner Umgebung Ibn Abī Hātim zu der Angelegenheit befragen. Er untersuchte den fraglichen Hadith und stellte fest, dass es sich mit ihm so verhielt, wie Ibn ʿUqda gesagt hatte. Er unterrichtete darüber den Wesir, der Ibn ʿUqda daraufhin freiließ.
Ibn Abī Hātim ar-Rāzī starb im Muharram 327 (= Oktober/November 938 n. Chr.).

## Werke

### Das Traditionarier-Lexikon
Das Kitāb al-Ǧarḥ wa-t-taʿdīl ("Unglaubwürdig- und Glaubwürdig-Erklärung") ist ein biographisches Lexikon von ca. 20.000 Traditionariern, in dem diese nach ihrer Vertrauenswürdigkeit beurteilt werden. Der Ausdruck al-ǧarḥ wa-t-taʿdīl für die Beurteilung von Überlieferern war zu dieser Zeit noch neu, ein Gelehrter, gegenüber dem Ibn Abī Hātim ar-Rāzī den Ausdruck verwendete, konnte damit nichts anfangen. Die einzelnen Biographien sind alphabetisch angeordnet. In sechs angehängten Kapiteln werden solche Traditionarier behandelt, die nur mit ihrer Kunya, ihrem Vater- oder Brudernamen bekannt sind.
Ibn Abī Hātim hat das Buch zwar in Anlehnung an at-Taʾrīḫ al-kabīr von al-Buchārī verfasst und im Allgemeinen auch dessen Urteile über die Traditionarier (aḥkām ʿalā r-ruwāt) übernommen, aber diese stichwortartigen Urteile oft näher erklärt. Die meisten Biographien sind auch ausführlicher als die al-Buchārīs. An einigen Stellen berichtigt er Irrtümer seines Vorgängers. Dem Werk ist eine Einführung (Taqdima) als eigenständiges Buch vorangestellt. Sie betont die Notwendigkeit des Hadith-Studiums, das nur exakt betrieben werden könne, wenn man die Lebensumstände der Überlieferer kenne. Die sicherste Methode zur Unterscheidung des Echten von dem Unechten, sei die Befolgung der Meister der Traditionskritik, von denen einige aufgezählt werden. Das Buch wurde zu einem Grundwerk der Ridschāl-Literatur, aus dem viele spätere Autoren wie Ibn ʿAsākir, al-Mizzī und adh-Dhahabī schöpften. Die erste Druckedition erschien zwischen 1941 und 1953 in Hyderabad in acht Teilen.
Von dem Sufi Abū Yaʿqūb ar-Rāzī (gest. 916) wird erzählt, dass er Ibn Abī Hātim ar-Rāzī wegen der Abfassung dieses Werkes tadelte, weil er darin Menschen verleumde, die schon 100 oder 200 Jahre früher ins Paradies eingegangen seien. Ibn Abī Hātim ar-Rāzī soll diese Kritik sehr ernst genommen und geweint haben.

### Der Korankommentar
Sein Korankommentar (at-Tafsīr) enthält die exegetischen Traditionen der ersten drei islamischen Jahrhunderte und ähnelt damit dem Korankommentar von at-Tabarī. Das Werk, von dem bedeutende Teile (Sure 1–13 und Sure 23–29) in Handschriften in Medina, Kairo und Istanbul erhalten sind, wurde von Asʿad Muḥammad aṭ-Ṭaiyib in zehn Bänden ediert (Mekka/Beirut 1997), die verlorenen Teile wurden darin aus Zitaten in späteren Werken rekonstruiert. In dieser Ausgabe, die an vielen Stellen fehlerhaft ist, enthält das Werk insgesamt 19.541 Traditionen, allerdings ist die Nummerierung an mehreren Stellen durcheinandergeraten.
Vier Prozent der Traditionen werden auf den Propheten zurückgeführt, 22 Prozent auf Sahāba und 74 Prozent auf Muslime der zweiten Generation und spätere Gelehrte. Innerhalb der Gruppe der Prophetengefährten spielt ʿAbdallāh ibn ʿAbbās mit 80 Prozent als Gewährsmann die wichtigste Rolle. Der häufigste Isnād führt über Ibn Abī Hātims Vater Abū Hātim (gest. 890) über Abū Sālih, (gest. 837) den Sekretär von al-Laith ibn Saʿd (222/837), über Muʿāwiya ibn Sālih (gest. 788), über ʿAlī ibn Abī Talha (gest. 760) auf  ʿAbdallāh ibn ʿAbbās zurück. Dieser Isnād kommt insgesamt 807 Mal vor.
Das Werk schließt einige exegetische Traditionen von Überlieferern ein, deren Vertrauenswürdigkeit Ibn Abī Hātim in seinem Kitāb al-Ǧarḥ wa-t-taʿdīl selbst in Frage stellt. Hierzu gehören insbesondere mehrere Tradenten mit schiitischer Tendenz. Deswegen wurde das Werk von einigen späteren Exegeten wie Ibn Kathīr auch kritisiert. Bei vielen Isnāden gibt es Übereinstimmungen mit denjenigen, auf die sich die Korankommentare von at-Tabarī und ath-Thaʿlabī stützen.
Die Interpretationen, die auf Ibn Abī Hātim ar-Rāzī selbst zurückgehen, nehmen in dem Werk insgesamt nicht mehr als zwei Seiten ein. Dies bildet einen bemerkenswerten Unterschied zu dem Korankommentar von at-Tabarī, denn dieser äußert seine eigenen Präferenzen und Anschauungen offenherzig.

### Andere Werke
- ʿIlal al-ḥadīṯ wa-bayān mā waqaʿa min al-ḫaṭaʾ wa-l-ḫalal fī baʿḍ ṭuruq al-aḥādīṯ al-marwīya fī s-sunan an-nabawīya (2 Bände, gedruckt Kairo 1345h).
- Kitāb al-Marāsīl, Abhandlung über mursal-Hadithe (gedruckt Hyderabad 1341h).
- Ādāb aš-Šāfiʿī wa-manāqibu-hū, Biographie und Werk zum Lob von asch-Schāfiʿī, das von ʿAbd al-Ġanī ʿAbd al-Ḫāliq ediert wurde (Kairo 1953).
- Bayān ḫaṭaʾ Abī ʿAbdillāh Muhammad b. Ismāʿīl al-Buḫārī fī taʾrīḫi-hī, Liste der Fehler in al-Buchārīs Taʾrīḫ, alphabetisch nach Gewährsleuten angeordnet.
- Zuhd aṯ-ṯamāniya min at-tābiʿīn über die Frömmigkeit von acht Muslimen der zweiten Generation (ʿĀmir ibn ʿAbdallāh, Uwais al-Qaranī, Harīm ibn Haiyān, ar-Rabīʿ ibn Chuthaim, Abū Muslim al-Chaulānī, al-Aswad ibn Yazīd, Masrūq ibn al-Adschdaʿ und al-Hasan al-Basrī).
- Aṣl as-sunna wa-iʿtiqād ad-dīn, enthält seine Fragen an seinen Vater und Abū Zurʿa mit deren Antworten.
- ar-Radd ʿalā l-Ǧahmīya, Widerlegung der Dschahmīya, die sich nicht eigenständig erhalten hat.

## Seine Einteilung der Tradenten
Ibn Abī Hātim teilte die in der Hadith-Kritik verwendeten Beurteilungen für Tradenten in absteigender Folge in sieben Grade ein:
- Thiqa (ṯiqa; "vertrauenswürdig") bzw. Mutqin (mutqin; "genau"). Hadithe, die von einem solchen Tradenten überliefert werden, können als Argument verwendet werden.
- Sadūq (ṣadūq; "aufrichtig") bzw. Lā ba'sa bi-hī (lā baʾsa bi-hī; "einwandfrei"). Hadithe eines solchen Tradenten darf man aufschreiben, muss sie aber untersuchen.
- Schaich (šaiḫ; "Meister"). Hadithe eines solchen Tradenten dürfen ebenfalls aufgeschrieben werden.
- Sālih al-hadīth (ṣāliḥ al-ḥadīṯ; "für den Hadith geeignet"). Hadithe eines solchen Tradenten dürfen aufgeschrieben und in Betracht gezogen werden.
- Laiyin (laiyin; "weich").
- Daʿīf al-hadīth (ḍaʿīf al-ḥadīṯ; "schwach im Hadith"). Hadithe eines solchen Tradenten dürfen nicht vorgebracht, aber in Betracht gezogen werden.
- Matrūk al-hadīth (matrūk al-ḥadīṯ; "aufgegeben im Hadith"), bzw. Dhāhib al-hadīth (ḏāhib al-ḥadīṯ; "untergegangen im Hadith") oder Kadhdhāb (kaḏḏāb; "Lügner"). Hadithe eines solchen Tradenten dürfen nicht aufgeschrieben werden.[33]

## Legenden
Ibn Abī Hātim galt aufgrund seiner Askese und Frömmigkeit als einer der Abdāl. In seiner Umgebung erzählte man, dass sein Vater Abū Hātim den "größten Gottesnamen" (ism Allāh al-aʿẓam) gekannt und damit Gott angerufen hatte, als Ibn Abī Hātim in seiner Jugendzeit einmal schwer erkrankt war. Die Anrufung führte schließlich zur Genesung des Jungen, doch wurde dem Vater im Traum mitgeteilt, dass sein Sohn kinderlos bleiben würde. Hiermit wurde die Kinderlosigkeit Ibn Abī Hātims erklärt. Eine andere Erklärung war, dass er seine Frau während seiner siebzigjährigen Ehe niemals berührt hatte.